# Massimo Parisi (dirigente)

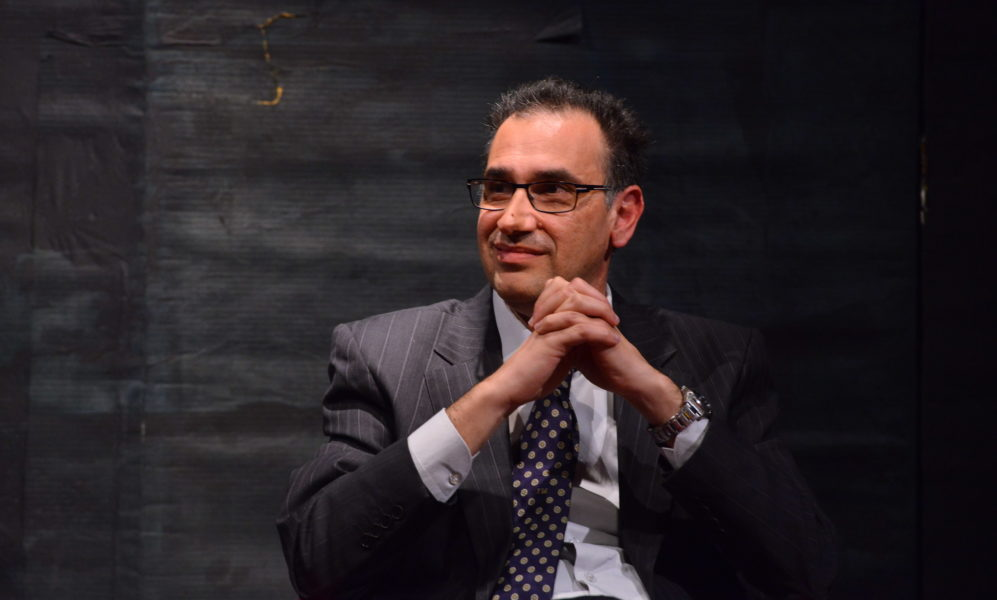
Massimo Parisi, durante un'intervista nel 2017

Massimo Parisi (Messina, 28 dicembre 1968) è un dirigente pubblico italiano.

## Biografia
Massimo Parisi inizia la sua carriera nel 1993 come vice direttore del carcere di Opera.
Successivamente dirige diversi istituti di pena nella Lombardia, tra cui Sondrio, Voghera, Monza e Bollate.
Nel maggio del 2018 viene nominato, su proposta del Ministro della Giustizia Andrea Orlando, dirigente generale dell'Amministrazione Penitenziaria.

Il 25 settembre 2018 assume l'incarico di Provveditore regionale dell'Amministrazione Penitenziaria della Calabria, col compito di gestire le 12 carceri Calabresi.
Dal 18 Aprile 2019 è il Direttore generale del personale e delle risorse del Dipartimento dell'amministrazione penitenziaria (DAP).
Da Dicembre 2022, dopo la scorporazione della Direzione generale del personale e delle risorse, viene confermato come direttore generale del personale dal ministro Carlo Nordio.
Da Giugno 2025, lo stesso ministro della giustizia Carlo Nordio nomina Parisi vice capo del Dipartimento dell'amministrazione penitenziaria (DAP).

## Bollate
Nel Luglio 2011, ottiene l'incarico di direttore del carcere di Bollate.
Durante i suoi anni di permanenza nel penitenziario Milanese, ha contribuito ad accrescere la fama dell'istituto mettendo al centro del progetto la rieducazione dei reclusi.
Per questo Bollate viene considerato un carcere modello dell'esecuzione penale Italiana.
Nel tempo sono state svariate le attività promosse da Parisi ai fini rieducativi; tra le più note l'apertura di un ristorante accessibile dall'esterno chiamato InGalera", dove i detenuti lavorano regolarmente come cuochi o camerieri.
Anche l'ex Presidente della Camera dei deputati, Laura Boldrini, dopo una visita nel penitenziario ha espresso grande soddisfazione definendolo "Modello da estendere in tutta Italia".

## Trattativa Stato-mafia
Nel 2015 Massimo Parisi, viene sentito come testimone nel processo sulla trattativa Stato-mafia, in particolare in relazione ai fatti avvenuti nel 1993 nel carcere di Opera.
Parisi è stato sentito per descrivere la situazione all'interno del penitenziario in quel periodo, dato che sembrerebbe che l'allora vice capo del DAP Francesco Di Maggio, venisse regolarmente per visitare detenuti di alta sicurezza, oltre che ad interloquire col direttore del carcere Aldo Fabbozzi.